# 大同醬油黑金釀造館
大同醬油黑金釀造館是一家位於台灣雲林縣斗六市的斗六工業區內的博物館。

## 交通

### 鐵路
- 臺灣鐵路管理局
  - 石榴車站

## 外部連結
- 大同醬油黑金釀造館的Facebook專頁